# Finala Campionatului Mondial de Fotbal 1986
Finala Campionatului Mondial de Fotbal 1986 a fost meciul decisiv de la Campionatul Mondial de Fotbal 1986. Finala a avut loc pe Estadio Azteca în Mexico City pe 29 iunie 1986. Meciul s-a jucat între Argentina și Germania de Vest. Argentina a câștigat în timpul normal de joc cu 3-2.

## Detaliile meciului
| Argentina                            | 3 – 2    | Germania de Vest          |
| ------------------------------------ | -------- | ------------------------- |
| Brown 23' Valdano 55' Burruchaga 83' | (Report) | Rummenigge 74' Völler 80' |

| Argentina | Germania de Vest |

| ARGENTINA:     |    |                     |     |     |
|                |    |                     |     |     |
| P              | 18 | Nery Pumpido        | 85' |     |
| F              | 5  | José Luis Brown     |     |     |
| F              | 9  | José Cuciuffo       |     |     |
| F              | 19 | Óscar Ruggeri       |     |     |
| M              | 2  | Sergio Batista      |     |     |
| M              | 14 | Ricardo Giusti      |     |     |
| M              | 7  | Jorge Burruchaga    |     | 90' |
| M              | 12 | Héctor Enrique      | 81' |     |
| M              | 16 | Julio Olarticoechea | 77' |     |
| A              | 10 | Diego Maradona (c)  | 17' |     |
| A              | 11 | Jorge Valdano       |     |     |
| Schimbări:     |    |                     |     |     |
| F              | 21 | Marcelo Trobbiani   |     | 90' |
| Antrenor:      |    |                     |     |     |
| Carlos Bilardo |    |                     |     |     |

| GERMANIA:         |    |                       |     |     |
|                   |    |                       |     |     |
| P                 | 1  | Harald Schumacher     |     |     |
| F                 | 17 | Ditmar Jakobs         |     |     |
| F                 | 4  | Karl-Heinz Förster    |     |     |
| F                 | 2  | Hans-Peter Briegel    | 62' |     |
| F                 | 14 | Thomas Berthold       |     |     |
| F                 | 3  | Andreas Brehme        |     |     |
| M                 | 6  | Norbert Eder          |     |     |
| M                 | 8  | Lothar Matthäus       | 21' |     |
| M                 | 10 | Felix Magath          |     | 65' |
| A                 | 11 | Karl-Heinz Rummenigge |     |     |
| A                 | 19 | Klaus Allofs (c)      |     | 45' |
| Schimbări:        |    |                       |     |     |
| A                 | 9  | Rudi Völler           |     | 45' |
| A                 | 20 | Dieter Hoeneß         |     | 62' |
| Antrenor:         |    |                       |     |     |
| Franz Beckenbauer |    |                       |     |     |

| Tușieri: Berny Ulloa Morera Erik Fredriksson |